# Cappella di San Cerbone
La cappella di San Cerbone è un edificio sacro che si trova in località Baratti, nel comune di Piombino.
Sorge nel luogo della prima sepoltura del santo vescovo di Populonia. La cappella è ad aula unica, con vestibolo e campaniletto a vela, edificata presso l'originaria struttura d'epoca longobarda tra la fine del XV secolo e la metà del XVI. Da questa è probabile che provengano quattro interessanti frammenti di lastre decorate, in calcare bianco di Campiglia Marittima, appartenenti ad uno scomparso ciborio in stile longobardo della seconda metà dell'VIII secolo; uno di essi, raffigurante una croce astile entro cerchi e due animali affrontati, è inserito nel campaniletto, mentre un altro, con un tralcio di grappoli d'uva e pampini trasformato in una serie di lobi, è presente sulla facciata. Gli altri due frammenti sono stati rinvenuti durante scavi archeologici nel 2014 e 2016.